# Italienische Meisterschaften im Skispringen 2022
Die italienischen Meisterschaften im Skispringen 2022 fanden am 29. Oktober 2022 im österreichischen Villach statt. Die Wettbewerbe wurden auf der Normalschanze (K 90 / HS 98) der Villacher Alpenarena abgehalten. Italienische Meister wurden Giovanni Bresadola sowie Jessica Malsiner, während sich die Nordischen Kombinierer Iacopo Bortolas und Annika Sieff die Juniorentitel holten. Die Meisterschaften fanden gemeinsam mit jenen der Nordischen Kombination statt. Sie wurden vom Sci CAI Monte Lussari organisiert.

## Ergebnisse

### Frauen
| Platz | Name               | Verein        | Weite 1 | Weite 2 | Punkte |
| ----- | ------------------ | ------------- | ------- | ------- | ------ |
| 01.   | Jessica Malsiner   | Fiamme Gialle | 091,0   | 090,0   | 226,0  |
| 02.   | Lara Malsiner      | Fiamme Gialle | 090,0   | 089,5   | 224,0  |
| 03.   | Annika Sieff       | Fiamme Oro    | 089,5   | 086,0   | 215,0  |
| 04.   | Noelia Vuerich     | Monte Lussari | 077,5   | 077,5   | 164,5  |
| 05.   | Veronica Gianmoena | Carabinieri   | 076,5   | 074,0   | 154,0  |
| 06.   | Anna Senoner       | Gardena       | 074,0   | 075,5   | 153,5  |
| 07.   | Greta Pinzani      | Monte Lussari | 075,5   | 068,5   | 141,0  |
| 08.   | Martina Zanitzer   | SC Gardena    | 071,0   | 071,5   | 139,0  |
| 09.   | Martina Ambrosi    | US Dolomitica | 070,5   | 069,0   | 133,5  |
| 10.   | Asia Marcato       | Gardena       | 068,5   | 067,5   | 121,5  |

### Männer
Beim Meisterschaftsspringen der Männer gelang es Giovanni Bresadola mit seinem zweiten Sprung an Francesco Cecon vorbeizuziehen und sich zum wiederholten Male den Titel zu sichern. Dritter wurde Alex Insam. Es kamen 13 Athleten in die Wertung.
| Platz | Name                 | Verein        | Weite 1 | Weite 2 | Punkte |
| ----- | -------------------- | ------------- | ------- | ------- | ------ |
| 01.   | Giovanni Bresadola   | Esercito      | 095,0   | 096,0   | 251,5  |
| 02.   | Alex Insam           | Fiamme Oro    | 095,5   | 094,5   | 248,5  |
| 03.   | Francesco Cecon      | Bachmann      | 097,5   | 093,5   | 245,5  |
| 04.   | Samuel Costa         | Fiamme Oro    | 089,0   | 084,0   | 213,0  |
| 05.   | Andrea Campregher    | Bachmann      | 081,5   | 088,0   | 199,0  |
| 06.   | Domenico Mariotti    | Carabinieri   | 083,5   | 082,5   | 195,0  |
| 07.   | Raffaele Buzzi       | Carabinieri   | 082,5   | 080,0   | 184,5  |
| 08.   | Manuel Senoner       | Gardena       | 076,5   | 077,0   | 165,6  |
| 09.   | Aaron Kostner        | Fiamme Oro    | 073,5   | 074,5   | 152,5  |
| 10.   | Martino Zambenedetti | Monte Lussari | 065,5   | 069,5   | 119,5  |

### Juniorinnen
| Platz | Name           | Verein        | Weite 1 | Weite 2 | Punkte |
| ----- | -------------- | ------------- | ------- | ------- | ------ |
| 01.   | Annika Sieff   | Fiamme Oro    | 090,5   | 092,0   | 229,5  |
| 02.   | Noelia Vuerich | Monte Lussari | 082,0   | 085,5   | 191,0  |
| 03.   | Anna Senoner   | Gardena       | 078,5   | 081,0   | 176,5  |

### Junioren
| Platz | Name            | Verein        | Weite 1 | Weite 2 | Punkte |
| ----- | --------------- | ------------- | ------- | ------- | ------ |
| 01.   | Iacopo Bortolas | Fiamme Gialle | 091,0   | 096,0   | 237,5  |
| 02.   | Manuel Senoner  | Gardena       | 088,0   | 090,0   | 220,0  |
| 03.   | Bryan Venturini | Dolomitica    | 080,0   | 087,5   | 195,5  |